# Сферический сегмент

Пример сферического сегмента (окрашен синим цветом). Вторая половина сферы также представляет собой сферический сегмент

Сфери́ческий сегме́нт — поверхность, часть сферы, отсекаемая от неё некоторой плоскостью. Плоскость отсекает два сегмента: меньший сегмент называется также сферическим кругом.
Если секущая плоскость проходит через центр сферы, то высота обоих сегментов равна радиусу сферы, и каждый из таких сферических сегментов называют полусферой.
Шарово́й сегме́нт — геометрическое тело, часть шара, отсекаемая от него некоторой плоскостью. Поверхностью шарового сегмента является объединение сферического сегмента и круга (основания шарового сегмента), границы которых совпадают.

## Объём и площадь поверхности
Если радиус основания сегмента равен {\displaystyle a}, высота сегмента равна {\displaystyle h}, тогда объём шарового сегмента равен 
{\displaystyle V={\frac {\pi h}{6}}(3a^{2}+h^{2}),}
площадь поверхности сегмента равна
{\displaystyle A=2\pi rh}
или
{\displaystyle A=2\pi r^{2}(1-\cos \theta ).}
Параметры {\displaystyle a}, {\displaystyle h} и {\displaystyle r} связаны соотношениями
{\displaystyle r^{2}=(r-h)^{2}+a^{2}=r^{2}+h^{2}-2rh+a^{2},}
{\displaystyle r={\frac {a^{2}+h^{2}}{2h}}.}
Подстановка последнего выражения в первую формулу для вычисления площади приводит к равенству
{\displaystyle A=2\pi {\frac {(a^{2}+h^{2})}{2h}}h=\pi (a^{2}+h^{2}).}
Заметим, что в верхней части сферы (синий сегмент на рисунке) {\displaystyle h=r-{\sqrt {r^{2}-a^{2}}},} в нижней части сферы {\displaystyle h=r+{\sqrt {r^{2}-a^{2}}},} следовательно, для обоих сегментов справедливо выражение {\displaystyle a={\sqrt {h(2r-h)}}} и можно привести другое выражение для объёма:
{\displaystyle V={\frac {\pi h^{2}}{3}}(3r-h).}
Формула для определения объёма также может быть получена при интегрировании поверхности вращения:
{\displaystyle V=\int _{x}^{r}\pi \left(r^{2}-x^{2}\right)dx=\pi \left({\frac {2}{3}}r^{3}-r^{2}x+{\frac {1}{3}}x^{3}\right)={\frac {\pi }{3}}r^{3}(\cos \theta +2)(\cos \theta -1)^{2}.}
На практике может встретиться задача «сегмент какой высоты надо отделить, чтобы он имел заданную часть объёма и соответственно массы всего шара». Если {\displaystyle x} — доля высоты сегмента от диаметра шара (в практике мы имеем дело именно с диаметром), а {\displaystyle y} — доля объёма сегмента от объёма шара, то эти величины связаны уравнением
{\displaystyle 2x^{3}-3x^{2}+y=0}.

## Применение

### Объём объединения и пересечения двух пересекающихся сфер
Объём объединения двух сфер радиусов r1 и r2 равен

{\displaystyle V=V^{(1)}-V^{(2)}},
где
{\displaystyle V^{(1)}={\frac {4\pi }{3}}r_{1}^{3}+{\frac {4\pi }{3}}r_{2}^{3}}
является суммой объёмов двух сфер по отдельности, а
{\displaystyle V^{(2)}={\frac {\pi h_{1}^{2}}{3}}(3r_{1}-h_{1})+{\frac {\pi h_{2}^{2}}{3}}(3r_{2}-h_{2})}
является суммой объёмов двух сферических сегментов, образующих пересечение данных сфер. Пусть  d  < r1 + r2 — расстояние между центрами сфер, тогда исключение величин h1 и h2 приводит к выражению 
{\displaystyle V^{(2)}={\frac {\pi }{12d}}(r_{1}+r_{2}-d)^{2}\left(d^{2}+2d(r_{1}+r_{2})-3(r_{1}-r_{2})^{2}\right).}

### Площадь поверхности, ограниченной кругами разных широт
Площадь поверхности, ограниченной кругами разных широт, является разностью площадей поверхности двух соответствующих сферических сегментов. Для сферы радиуса r и широт φ1 и φ2 данная площадь равна 
{\displaystyle A=2\pi r^{2}|\sin \varphi _{1}-\sin \varphi _{2}|.}

### Площадь квадратного участка поверхности шара
Участок, вырезанный на сфере радиуса r четырьмя дугами больших кругов, имеющими одинаковую угловую длину θ и попарно перпендикулярными (сферический квадрат, аналог квадрата на плоскости), имеет площадь
{\displaystyle A=8r^{2}(1-\cos \theta /2).}
Если угол θ мал (по сравнению с 1 радианом), то справедливо приближённое равенство, основывающееся на приближении {\displaystyle \cos x\to 1-x^{2}/2} при {\displaystyle x\to 0:}
{\displaystyle A\approx 8r^{2}{\frac {\theta ^{2}}{8}}=r^{2}\theta ^{2}.}
Например, площадь квадратного участка поверхности Земли (R⊕ = 6378 км) со сторонами, равными 1 градусу, составляет 
{\displaystyle A(1^{\circ })=8\cdot R_{\oplus }^{2}(1-\cos 0{,}5^{\circ })\approx R_{\oplus }^{2}\cdot \left({\frac {\pi }{180}}\right)^{2}\approx 12\,391\,{\text{км}}^{2}.}
1 квадратная секунда поверхности Земли имеет площадь в 36002 раз меньше: A(1′′) ≈ 12 391 км2 / (60 · 60)2 ≈ 956 м2.

## Обобщения

### Сечения других тел
Сфероидальный сегмент получается при отсечении части сфероида таким образом, что она обладает круговой симметрией (обладает осью вращения). Аналогичным образом определяют эллипсоидальный сегмент.

### Сегмент гиперсферы
Объём {\displaystyle n}-мерного сегмента гиперсферы высотой {\displaystyle h} и радиуса {\displaystyle r} в {\displaystyle n}-мерном евклидовом пространстве определяется по формуле 
{\displaystyle V={\frac {\pi ^{\frac {n-1}{2}}\,r^{n}}{\,\Gamma \left({\frac {n+1}{2}}\right)}}\int \limits _{0}^{\arccos \left({\frac {r-h}{r}}\right)}\sin ^{n}t\,\mathrm {d} t,}
где {\displaystyle \Gamma } (гамма-функция) задаётся выражением {\displaystyle \Gamma (z)=\int _{0}^{\infty }t^{z-1}\mathrm {e} ^{-t}\,\mathrm {d} t.}
Выражение для объёма {\displaystyle V} можно переписать в терминах объёма единичного {\displaystyle n}-мерного шара {\displaystyle C_{n}={\pi ^{n/2}/\Gamma \left[1+{\frac {n}{2}}\right]}} и гипергеометрической функции {\displaystyle {}_{2}F_{1}} или регуляризованной неполной бета-функции {\displaystyle I_{x}(a,b)} как
{\displaystyle V=C_{n}\,r^{n}\left({\frac {1}{2}}\,-\,{\frac {r-h}{r}}\,{\frac {\Gamma [1+{\frac {n}{2}}]}{{\sqrt {\pi }}\,\Gamma [{\frac {n+1}{2}}]}}{\,\,}_{2}F_{1}\left({\tfrac {1}{2}},{\tfrac {1-n}{2}};{\tfrac {3}{2}};\left({\tfrac {r-h}{r}}\right)^{2}\right)\right)={\frac {1}{2}}C_{n}\,r^{n}I_{(2rh-h^{2})/r^{2}}\left({\frac {n+1}{2}},{\frac {1}{2}}\right).}
Формула для площади поверхности {\displaystyle A} может быть записана в терминах площади поверхности единичного {\displaystyle n}-мерного шара {\displaystyle A_{n}={2\pi ^{n/2}/\Gamma \left[{\frac {n}{2}}\right]}} как
{\displaystyle A={\frac {1}{2}}A_{n}\,r^{n-1}I_{(2rh-h^{2})/r^{2}}\left({\frac {n-1}{2}},{\frac {1}{2}}\right),}
где {\displaystyle 0\leq h\leq r.}
Также справедливы следующие формулы:
{\displaystyle A=A_{n}p_{n-2}(q),\quad V=V_{n}p_{n}(q),} где 
{\displaystyle q=1-h/r(0\leq q\leq 1),\quad p_{n}(q)={\frac {1-G_{n}(q)/G_{n}(1)}{2}},}
{\displaystyle G_{n}(q)=\int \limits _{0}^{q}(1-t^{2})^{(n-1)/2}dt.}
При {\displaystyle n=2k+1:}
{\displaystyle G_{n}(q)=\sum _{i=0}^{k}(-1)^{i}{\binom {k}{i}}{\frac {q^{2i+1}}{2i+1}}.}
Было показано, что при  {\displaystyle n\to \infty } и {\displaystyle q{\sqrt {n}}={\text{const }}} {\displaystyle p_{n}(q)\to 1-F({q{\sqrt {n}}}),} где  {\displaystyle F()} — стандартное нормальное распределение.